# Бруклайн (Нью-Гемпшир)
Бруклайн (англ. Brookline) — місто (англ. town) в США, в окрузі Гіллсборо штату Нью-Гемпшир. Населення — 5639 осіб (2020).

## Демографія
Згідно з переписом 2010 року, у місті мешкала 4991 особа в 1631 домогосподарстві у складі 1380 родин. Було 1700 помешкань
Расовий склад населення:
| - 96,5 % — білих - 1,2 % — азіатів - 0,3 % — чорних або афроамериканців - 0,2 % — корінних американців |

До двох чи більше рас належало 1,6 %. Частка іспаномовних становила 2,0 % від усіх жителів.
За віковим діапазоном населення розподілялося таким чином: 31,3 % — особи молодші 18 років, 62,1 % — особи у віці 18—64 років, 6,6 % — особи у віці 65 років та старші. Медіана віку мешканця становила 39,4 року. На 100 осіб жіночої статі у місті припадало 103,7 чоловіків;  на 100 жінок у віці від 18 років та старших — 101,5 чоловіків також старших 18 років.
Середній дохід на одне домашнє господарство  становив 146 441 долар США (медіана — 127 222), а середній дохід на одну сім'ю — 151 481 долар (медіана — 135 000). Медіана доходів становила 90 000 доларів для чоловіків та 58 810 доларів для жінок. За межею бідності перебувало 0,8 % осіб, у тому числі 0,0 % дітей у віці до 18 років та 4,2 % осіб у віці 65 років та старших.
Цивільне працевлаштоване населення становило 2831 особа. Основні галузі зайнятості: науковці, спеціалісти, менеджери — 20,7 %, освіта, охорона здоров'я та соціальна допомога — 20,7 %, виробництво — 17,0 %.